# River Rhiw
River Rhiw är ett vattendrag i Storbritannien.   Det ligger i riksdelen Wales, i den södra delen av landet, 240 km nordväst om huvudstaden London.